# Afrikakåren
Afrikakåren (tyska: Deutsches Afrikakorps, DAK lyssna (fil)) kallas den tyska armékår; 21:a pansardivisionen, 15:e pansardivisionen samt en motoriserad infanteridivision, som under generalfältmarskalk Erwin Rommels befäl utkämpade ökenkriget i Nordafrika 1941–1943.
Under hösten 1942 utkämpades Slaget vid El-Alamein mellan Afrikakåren och allierade styrkor under befäl av den brittiske generalen Bernard Montgomery, varigenom krigslyckan definitivt svängde till de allierades fördel, dels beroende på att Enigmakoden var knäckt och man kunde avslöja transportflygets rutter till Nordafrika. Den 12 maj 1943 upphörde Afrikakåren att existera, sedan de tysk-italienska styrkorna i Nordafrika kapitulerat för britter och amerikaner. Rommel hade dessförinnan kallats tillbaka till Tyskland.

## Befälhavare[2]
- Generalleutnant Erwin Rommel (14 feb 1941 – 15 aug 1941)
- Generalleutnant Ferdinand Schaal (15 aug 1941 – 1 sep 1941)
- Generalmajor Philipp Müller-Gebhard (1 sep 1941 – 15 sep 1941)
- General der Panzertruppen Ludwig Crüwell (15 sep 1941 – 9 mar 1942)
- Generalleutnant Walther Nehring (9 mar 1942 – 19 mar 1942)
- General der Panzertruppen Ludwig Crüwell (19 mar 1942 – 29 maj 1942)
- General der Panzertruppen Walther Nehring (29 maj 1942 – 31 aug 1942)
- Oberst Fritz Bayerlein (31 Aug 1942 – 1 sep 1942)
- Generalmajor Gustav von Vaerst (1 sep 1942 – 2 sep 1942)
- General der Panzertruppen Wilhelm von Thoma (2 sep 1942 – 13 nov 1942)
- General der Panzertruppen Gustav Fehn (13 nov 1942 – 15 jan 1943)
- General der Panzertruppen Hans Cramer (28 feb 1943 – 16 maj 1943)